# TOT SC
Der TOT Sport Club (thailändisch สโมสรฟุตบอลทีโอที เอสซี) war ein professioneller Fußballverein aus Lak Si, welcher Teil der Bangkok Metropolitan Region in Zentralthailand ist. Der Name des Vereins leitete sich von dem Eigner und Sponsor, der „Telephone Organization of Thailand“ (Thailändische Telefon Organisation) ab. Der Verein spielte zuletzt in der höchsten Liga des Landes, der Thai Premier League.

## Geschichte
Gegründet wurde der Verein 1981. 1993 feierte der Klub seinen bis heute größten Vereinserfolg. In diesem Jahr gewann er den FA Cup. Der Gewinn des Pokals berechtigte den Verein zur Teilnahme am Pokal der Pokalsieger Wettbewerb Asiens 1995. Man konnte immerhin das Halbfinale erreichen und schied dort gegen die Yokohama Flügels aus, den späteren Turniersieger. 1996/97 war die TOT Mitglied der ersten Thai Premier League Saison. Zu Ende dieser Saison erreichte der Verein auch sein bisher bestes Abschneiden in der TPL. Nach Beendigung der regulären Saison belegte der Klub Platz zwei der Tabelle und konnte sich für die Play-offs qualifizieren. Im Halbfinale der Play-offs unterlag man dann dem späteren Meister FC Bangkok Bank. Zum Ende der Saison 2000 fand sich der Verein auf dem letzten Tabellenplatz wieder und musste in die Relegation. Mit einem 4:0 gegen das FC Bangkok Christian College konnte der Abstieg jedoch souverän verhindert werden.
2003, konnte der Abstieg jedoch nicht verhindert werden. Bis zur Saison 2007 folgte ein weiterer Abstieg. Jedem Abstieg folgte ein direkter Wiederaufstieg. Mit Platz fünf in der Saison 2008 erreichte der Klub erstmals wieder die Top 5 der Liga seit fast zehn Jahren. Bis zur Saison 2009 war der Verein in Nonthaburi beheimatet. Um sich aber eine breitere Fanbasis erarbeiten zu können, zog der Verein nach Kanchanaburi, um nur ein Jahr später in Lak Si ansässig zu werden. Die Firma CAT Telecom stieg zur Saison 2010 als Co-Sponsor ein. Seitdem trägt der Klub den offiziellen Namen TOT-CAT FC. Somit einher ging auch ein neues Vereinslogo. Der langjährige Trainer Pongphan Wongsuwan verließ den FC TOT zur neuen Saison. Somchai Subpherm, zuvor Trainer von Bangkok United, wurde als sein Nachfolger benannt. Doch ohne auch nur ein Spiel geleitet zu haben, wurde er wieder entlassen. Seitdem trainiert Narong Suwannachot die erste Mannschaft.
Mit dem Weggang von Pongphan verließen nicht weniger als zehn Spieler den Verein und folgten ihrem alten Trainer nach Buriram zum FC Buriram PEA. Unter ihnen war auch Suchao Nuchnum, welcher eine Art Ikone für den Klub war und insgesamt 113 Ligaspiele absolvierte. Als Ersatz für die vielen Abgänge verpflichtete TOT-CAT vier Spieler aus der Slowakei und mit Georgi Tsimakuridze einen Spieler aus Georgien. Erstmals spielen somit Spieler aus diesen Nationen in der Thai Premier League. Am Abend des 5. Spieltages verlor der FC TOT-CAT seinen Abwehrspieler Chanon Wongaree. Chanon starb in der Nacht des 17. April 2010 an den Folgen eines Unfalls, welcher sich vier Tage zuvor ereignet hatte.

## Erfolge
- Thailand Division 1 League 2003/04, 2006

- FA Cup (Thailand): 1993[3]

- Thailand Provincial League: 2006 (Reserve)

## Spielstätten von 2007 bis 2015
| Saison    | Stadion                       | Standort                           | Kapazität | Eigentümer                                          | Koordinaten                       |
| --------- | ----------------------------- | ---------------------------------- | --------- | --------------------------------------------------- | --------------------------------- |
| 2007–2008 | Namkaejon Stadium             | Nonthaburi, Provinz Nonthaburi     | N/A       | N/A                                                 | 13° 53′ 49,1″ N, 100° 30′ 16,2″ O |
| 2009      | Kanchanaburi Province Stadium | Kanchanaburi, Provinz Kanchanaburi | 13.000    | Kanchanaburi Provincial Administrative Organization | 14° 2′ 59,5″ N, 99° 30′ 9,9″ O    |
| 2010–2011 | Yamaha Stadium                | Pak Kret, Provinz Nonthaburi       | 15.000    | Sports Authority of Thailand (SAT)                  | 13° 55′ 4,8″ N, 100° 32′ 50,7″ O  |
| 2011–2015 | TOT Stadium Chaeng Watthana   | Lak Si, Bangkok                    | 5000      | TOT Public Company Limited                          | 13° 53′ 3″ N, 100° 34′ 37″ O      |

## Ehemalige Spieler
| - Seksan Piturat - Kanokphol Roongrueangrotchana - Gong Tae-ha - Lee Jun-ki - Suchao Nuchnum - Tanakorn Dangthong - Siwarak Tedsungnoen - Samuel Cunningham - Adul Muensamaan - Weera Koedpudsa - Rachanon Srinok - Anon Nanok | - Phanuphong Phonsa - Kittisak Siriwan - Patiparn Phetphun - Atit Daosawang - Meechok Marhasaranukun - Sarawut Konglarp - Pichit Ketsro - Patipan Un-Op - Kittikun Jamsuwan - Mantehwa Lahmsombat - Suriya Kupalang - Anucha Chaiwong - Sarun Samingchai | - Seksit Srisai - Takahiro Kawamura - Theerachai Ngamcharoen - Ekkachai Rittipan - Rattana Petch-Aporn - Bas Savage - Jarupong Sangpong - Panomkorn Saisorn - Žarko Jeličić - Nopphon Phon-adom - Somchai Subpherm - Luciano Dompig - Veerawong Leksuntorn | - Natthapol Poontawee - Witthawat Iamram - Rodoljub Paunovic - Somchai Singmanee - Wasan Nasuan - Chakrit Ruengsuntear - Arthit Boonpa - Suriya Kupalang - Thawatchai Bubsiri - Parinya Pantama - Panomkorn Saisorn - Suradej Srijanthongthip |

## Beste Torschützen von 2007 bis 2015
| Saison | Name                      | Tore |
| ------ | ------------------------- | ---- |
| 2007   | Phuwadol Suwannachart     | 10   |
| 2008   | Phuwadol Suwannachart     | 8    |
| 2009   | Suchao Nuchnum            | 6    |
| 2010   | Miroslav Tóth             | 7    |
| 2011   | Mohamed Koné              | 10   |
| 2012   | Prakit Deeprom            | 6    |
| 2013   | Prakit Deeprom            | 5    |
| 2014   | Takahiro Kawamura         | 9    |
| 2015   | Kritnaphop Mekpatcharakul | 3    |

## Saisonplatzierung
| 1996/97 | Thai Premier League            | 1 | 34 | 17 | 11 | 6  | 61:35 | 62 | 2.    |               |              |
| 1997    | Thai Premier League            | 1 | 22 | 8  | 5  | 9  | 32:33 | 29 | 8.    |               |              |
| 1998    | Thai Premier League            | 1 | 22 | 8  | 6  | 8  | 36:37 | 30 | 6.    |               |              |
| 1999    | Thai Premier League            | 1 | 22 | 11 | 5  | 6  | 26:20 | 38 | 5.    |               |              |
| 2000    | Thai Premier League            | 1 | 22 | 6  | 2  | 14 | 26:42 | 20 | 12.   |               |              |
| 2001/02 | Thai Premier League            | 1 | 22 | 6  | 6  | 10 | 18:24 | 24 | 9.    |               |              |
| 2002/03 | Thai Premier League            | 1 | 18 | 2  | 5  | 11 | 18:29 | 11 | 9. ▼  |               |              |
| 2003/04 | Thai Premier League Division 1 | 2 |    |    |    |    |       |    | 1. ▲  |               |              |
| 2004/05 | Thai Premier League            | 1 | 18 | 3  | 7  | 8  | 20:25 | 16 | 9. ▼  |               |              |
| 2006    | Thailand Provincial League     |   | 30 | 19 | 10 | 1  | 72:22 | 67 | 1.    |               |              |
| 2007    | Thai Premier League            | 1 | 30 | 9  | 10 | 11 | 35:35 | 37 | 10.   |               |              |
| 2008    | Thai Premier League            | 1 | 30 | 13 | 11 | 6  | 36:27 | 50 | 5.    |               |              |
| 2009    | Thai Premier League            | 1 | 30 | 10 | 12 | 8  | 33:33 | 42 | 7.    | 3. Hauptrunde |              |
| 2010    | Thai Premier League            | 1 | 30 | 9  | 6  | 15 | 23:42 | 33 | 12.   | 3. Runde      | Achtelfinale |
| 2011    | Thai Premier League            | 1 | 34 | 11 | 4  | 19 | 29:55 | 37 | 14.   | Achtelfinale  | 2. Runde     |
| 2012    | Thai Premier League            | 1 | 34 | 10 | 12 | 12 | 43:46 | 42 | 12.   | 3. Runde      | Halbfinale   |
| 2013    | Thai Premier League            | 1 | 32 | 8  | 7  | 17 | 27:54 | 31 | 14.   | 3. Runde      | 1. Runde     |
| 2014    | Thai Premier League            | 1 | 38 | 10 | 13 | 15 | 38:51 | 43 | 15.   | Viertelfinale | 1. Runde     |
| 2015    | Thai Premier League            | 1 | 34 | 3  | 7  | 24 | 25:71 | 16 | 18. ▼ | 2. Runde      | 1. Runde     |

## Logohistorie

Logo bis 2010